# Сырский Рудник
Сы́рский — упразднённый рабочий поселок в Советском районе города Липецка. В 1998 году включён в состав города Липецка и исключен из учётных данных.

## География
Расположенный на юго-западной окраине города, на берегу реки Белоколодец.

## История
На карте 1770 года на этом месте был показан Романовский рудник (по прежнему названию села Ленино). Он был построен для обеспечения железной рудой Липских железоделательных заводов. Позднее рудник стал Сырским — по соседнему селу Сырскому.
В канун Первой мировой войны на этом месте появилось несколько землянок и бараков, в которых жили рабочие, добывавшие флюсовый известняк для частного металлургического завода.
Постановлением президиума ВЦИК от 20 октября 1932 года поселок при Сырских рудниках отнесен к категории рабочих поселков, с присвоением ему наименование Сырский.
В 1964 году рудник был закрыт в связи с открытием добычи на Курской магнитной аномалии. Позже шахты были засыпаны. Сейчас на их месте садоводства.
В 1963 году недалеко от поселка было начато строительство липецкого литейного завода «Центролит», который занимался чугунными отливками для машиностроительной промышленности СССР. Для обеспечения жильём своих работников стали строиться дома непосредственно в Липецке — на улице Космонавтов, проспекте Победы, Крайней улице. Однако это показалось неприемлемым: решили возводить целый городок рядом с заводом — в Сырском.
В конце 1960-х годов севернее посёлка отвели участок площадью 20 гектаров, на котором и предполагалась стройка. Предполагалось также связать завод «Центролит» троллейбусным движением с Липецком. Для этого построили новую автодорогу севернее посёлка (Ангарская и Минская улицы). Однако позже идею с троллейбусами оставили.

## Население
| 1932 | 1939  | 1959    | 1970    | 1979    | 1989    |
| ---- | ----- | ------- | ------- | ------- | ------- |
| 1639 | ↗6853 | ↗10 199 | ↗11 665 | ↗14 535 | ↗17 015 |

## Промышленность
В районе на Ангарской улице, владение 2, находится ОАО «Прогресс» — крупный завод по производству соков, входящий в холдинг «Лебедянский». Предприятие мощностью 45 м у. б. плодовоовощных консервов в год было открыто в 1990 году.

## Культура
25 апреля 1971 года на базе углебрикетной фабрики в посёлке был создан цех художественной росписи, где впоследствии возникла фабрика «Липецкие узоры». Это послужило возрождением известного народного промысла — липецких узоров.

## Транспорт
В Сырский Рудник ходят автобусы № 24,28,35,315,345.